# Neptunbrunnen (Bologna)

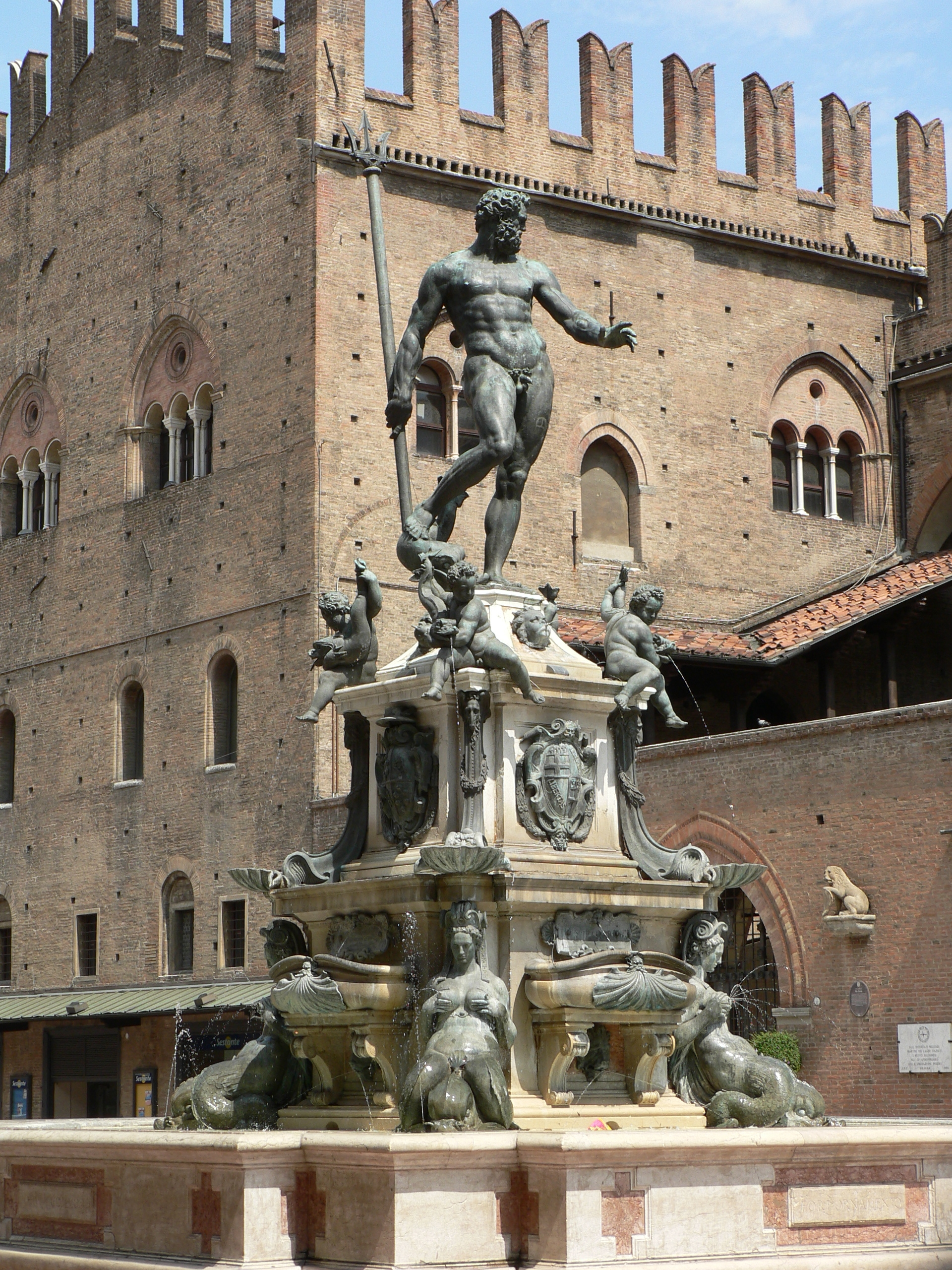
Neptunbrunnen

Der Neptunbrunnen ist ein Brunnen im Zentrum von Bologna (Piazza Nettuno) in Italien.
Die 3,35 m hohe Statue Neptuns besteht aus Bronze und steht in der Mitte des Brunnens, umgeben von Sirenen und Delphinen. Er wird von den Bolognesern einfach nur il Gigante (dt. der Riese) bzw. al Żigànt in Bologneser Dialekt genannt. Der Brunnen wurde zwischen 1563 und 1566 von Giovanni di Bologna, auch Jean Boulogne oder Giambologna genannt, geschaffen. Der Sockel mit den Delphinen und Sirenen wurde von Tommaso Laureti entworfen.